# Albert Ivančič
Albert Ivančič, slovenski inženir rudarstva, * 25. oktober 1921, Smast pri Kobaridu, 6. oktober 2017, Trbovlje.

## Življenje in delo
Oče Albert je bil učitelj, mati Angela, rojena Gratoni, gospodinja. Ker je Primorska po rapalski pogodbi leta 1920 pripadla Italiji, se je družina leta 1926 preselila v Jugoslavijo, v Makole, kjer je oče dobil službo učitelja. Po osnovni šoli v Makolah je obiskoval gimnazijo v Celju (1931–1936) in Ljubljani (1936–1939). Po maturi je nadaljeval študij na Univerzi kralja Aleksandra I., in sicer od oktobra 1939 do 28. februarja 1942 in od novembra 1945 do januarja 1950 na tehnično-rudarskem oddelku. Od leta 1941 do 28. 2. 1942 je deloval v univerzitetni skupini Osvobodilne fronte, bil izdan in marca 1942 interniran v Koncentracijsko taborišče Gonars, od koder se je vrnil avgusta 1943. Od leta 1944 do konca vojne je sodeloval v narodnoosvobodilni borbi. Po diplomi leta 1950 je kot rudarski inženir služboval v premogovniku v Zagorju ob Savi (marec 1950 – november 1950), Rudniku Trbovlje-Hrastnik (november 1950 – junij 1961), bil imenovan za sekretarja občinskega komiteja Zveze komunistov Slovenije, Trbovlje (junij 1961 – oktober 1962), kot generalni direktor pa v Rudniku Trbovlje-Hrastnik, Zasavskih premogovnikih in REK (Rudarsko energetski kominat) Zasavje (november 1962 – september 1976). Od septembra 1976 do upokojitve je opravljal funkcijo direktorja Temeljne banke Zasavje (podružnice Ljubljanske banke) v Trbovljah. Leta 1959 je v Rudarsko metalurškem zborniku objavil študijo o koncentraciji proizvodnje v rudniku Trbovlje. 
Odlikovan je bil z redom zaslug za narod s srebrno zvezdo in redom dela z zlatim vencem. Veliko časa je posvetil kulturnemu udejstvovanju, za kar je dobil številna priznanja. Že kot študent je ustanovil pevski oktet, bil solist akademskega pevskega zbora, v Trbovljah pa je pel v moškem pevskem zboru Zarja in bil tudi njegov dirigent. Leta 1990 je prejel prvojunijsko nagrado občine Trbovlje in leta 1997 postal častni občan Občine Trbovlje. 